# Robur Siena 2014-2015
Questa voce raccoglie le informazioni riguardanti la Robur Siena S.S.D. nelle competizioni ufficiali della stagione 2014-2015.

## Stagione
A seguito della mancata iscrizione al campionato di serie B e del successivo fallimento dell'Associazione Calcio Siena il 15 luglio 2014, il 30 luglio l'imprenditore italo-svizzero Antonio Ponte costituisce la nuova società Robur Siena Società Sportiva Dilettantistica, che eredita la tradizione sportiva del sodalizio fallito e si iscrive alla Serie D. Dopo 43 anni tra i professionisti, il Siena torna così a disputare un campionato dilettantistico.
Il 5 agosto viene scelto il nuovo allenatore, Massimo Morgia, proveniente dalla Pistoiese, neopromossa in serie D, il cui ingaggio viene ufficializzato il 6 agosto. Al seguito di Morgia arrivano molti giocatori della Pistoiese e anche l'ex bandiera degli arancioni Lorenzo Collacchioni, che pure aveva già firmato un contratto per il Porta Romana, oltre al giovane Simone Minincleri, passato da poco dalla Pistoiese ai Biancoscudati Padova, dove era in ritiro, ma non aveva ancora firmato il contratto. Il 13 agosto il capitano Simone Vergassola, rimasto svincolato per il fallimento della società, decide di tesserarsi per il nuovo sodalizio.
Il 24 agosto la Robur esordisce nei dilettanti nel turno preliminare della Coppa Italia Serie D, battendo per 4-0 il San Donato Tavarnelle. La corsa della squadra bianconera nel trofeo termina il 15 ottobre a seguito della sconfitta per 2-1 in trasferta contro il Matelica, nei sedicesimi di finale.
Il campionato inizia il 7 settembre, e la Robur vi esordisce pareggiando 0-0 in trasferta contro il Foligno.
Il 17 ottobre 2014 lo svincolato Daniele Portanova, che aveva lasciato Siena sei anni prima, ottiene di potersi allenare con la squadra; il 31 dicembre successivo il giocatore firma un contratto con la Robur ed entra in rosa.
La squadra disputa un campionato di vertice, riuscendo ad issarsi in testa alla classifica del proprio girone; il 9 maggio 2015, grazie alla vittoria esterna per 0-2 sulla Massese, la Robur Siena conquista la promozione in Lega Pro, accedendo alla poule per lo scudetto Serie D. Nei primi due turni di tale competizione i bianconeri superano in casa il Rimini per 1-0 e pareggiano in trasferta per 0-0 contro la Maceratese, guadagnando l'accesso alla semifinale, ove eliminano per 2-1 il Castiglione. La finale, disputata il 30 maggio allo Stadio Helvia Recina di Macerata, vede la Robur imporsi per 7-5 ai calci di rigore contro l'Akragas.

## Divise e sponsor
Lo sponsor tecnico è Lotto mentre non è presente alcuno sponsor di maglia: nelle prime apparizioni stagionali la casacca era del tutto priva di scritte. Dal mese di ottobre al centro delle maglie campeggia la scritta Siena: tale scelta si inscrive nel quadro del progetto Insieme Insiena, che intende creare un largo pool di sostenitori per la società, ciascuno dei quali può contribuire liberamente con una cifra pari o superiore ai 200 euro.
La prima maglia presenta un disegno inquartato bianco e nero, che riprende il motivo delle casacche della Società Studio e Divertimento (progenitrice dei successivi sodalizi), mentre pantaloncini e calzettoni sono in tinta unita, a seconda dell'occasione, bianca o nera; la numerazione è di colore rosso e le scritte sono in bianco. La seconda maglia è completamente rossa, con pantaloncini rossi o bianchi e calzettoni rossi; numeri e scritte sono bianchi.
| Casa | Trasferta |

## Organigramma societario
- Presidente: Antonio Ponte
- C.D.A.: Raimondo Ponte, Pietro Mele
- Direttore generale: Luigi Agnolin
- Direttore affari legali e societari: Andrea Bozza
- Direttore comunicazione: Duccio Rugani
- Addetto stampa: Gigi Rossetti
- Direttore marketing: Emiliano Giustarini
- Segretario generale: Sandro Maffei
- Segreteria: Alessandra Pasquini
- Responsabile impianti: Fulvio Muzzi
- Coordinatore sicurezza: Luigi Burzi
- Responsabile sicurezza: Alberto Pazzaglia
- Responsabile magazzino: Nermi Hodza
- Responsabili campo da gioco: Tomas Meigno e Pierre Alain Teguosoupgui
- Addetto all'arbitro: Mario Brandini

## Rosa
Rosa aggiornata al 1º gennaio 2015.
| N. |                           | Ruolo | Calciatore              |
| -- | ------------------------- | ----- | ----------------------- |
|    | Italia (bandiera)         | P     | Tommaso Biagiotti       |
|    | Italia (bandiera)         | P     | Andrea Fontanelli       |
|    | Italia (bandiera)         | P     | Jacopo Viola            |
|    | Italia (bandiera)         | D     | Stefano Cason           |
|    | Italia (bandiera)         | D     | Mattia Ceccuzzi         |
|    | Italia (bandiera)         | D     | Lorenzo Collacchioni    |
|    | Croazia (bandiera)        | D     | Vinko Delic Pasaric     |
|    | Italia (bandiera)         | D     | Lorenzo Giovannelli     |
|    | Italia (bandiera)         | D     | Riccardo La Corte       |
|    | Italia (bandiera)         | D     | Francesco Mileto        |
|    | Italia (bandiera)         | D     | Simone Mileto           |
|    | Italia (bandiera)         | D     | Gianluca Nocentini      |
|    | Italia (bandiera)         | D     | Daniele Portanova       |
|    | Italia (bandiera)         | C     | Filippo Cipriani        |
|    | Costa d'Avorio (bandiera) | C     | Yacouba Kadher Diomande |
|    | Italia (bandiera)         | C     | Niccolò Galasso         |
|    | Italia (bandiera)         | C     | Roberto Silvestri       |
|    | Italia (bandiera)         | C     | Andrea Rascaroli        |

| N. |                   | Ruolo | Calciatore                   |
| -- | ----------------- | ----- | ---------------------------- |
|    | Italia (bandiera) | C     | Riccardo Riva                |
|    | Italia (bandiera) | C     | Fabio Varricchio             |
|    | Italia (bandiera) | C     | Simone Vergassola (capitano) |
|    | Italia (bandiera) | C     | Gianluca Vianello            |
|    | Italia (bandiera) | C     | Nicolas Zane                 |
|    | Italia (bandiera) | A     | Carlo Bigoni                 |
|    | Italia (bandiera) | A     | Lorenzo Crocetti             |
|    | Italia (bandiera) | A     | Niccolò Galasso              |
|    | Italia (bandiera) | A     | Eugenio Dinelli              |
|    | Italia (bandiera) | A     | Simone Minincleri            |
|    | Italia (bandiera) | A     | Giovanni Mucci               |
|    | Italia (bandiera) | A     | Nicholas Redi                |
|    | Italia (bandiera) | A     | Nicola Russo                 |
|    | Italia (bandiera) | A     | Stefano Santoni              |
|    | Italia (bandiera) | A     | Angelo Scalzone              |
|    | Italia (bandiera) | A     | Mario Titone                 |
|    | Italia (bandiera) | A     | Francesco Venuto             |

## Calciomercato

### Sessione estiva
| Acquisti | Acquisti                | Acquisti             | Acquisti   |
| R.       | Nome                    | da                   | Modalità   |
| -------- | ----------------------- | -------------------- | ---------- |
| P        | Andrea Fontanelli       | Viareggio            | definitivo |
| P        | Jacopo Viola            | Milan                | definitivo |
| D        | Riccardo La Corte       |                      | svincolato |
| D        | Lorenzo Giovannelli     | Pistoiese            | definitivo |
| D        | Michael Varutti         | Pistoiese            | definitivo |
| D        | Stefano Mileto          | Juve Stabia          | definitivo |
| D        | Gianluca Nocentini      | Pistoiese            | definitivo |
| D        | Stefano Cason           | Varese               | definitivo |
| D        | Vinko Delic Pasaric     | Lokomotiva Zagabria  | definitivo |
| D        | Lorenzo Collacchioni    | Porta Romana         | definitivo |
| D        | Niccolò Galasso         | Pistoiese            | definitivo |
| D        | Gianluca Vianello       | Pistoiese            | definitivo |
| D        | Francesco Mileto        | Juve Stabia          | definitivo |
| C        | Simone Vergassola       |                      | svincolato |
| C        | Nicolas Zane            | Tuttocuoio           | definitivo |
| C        | Nicolas Redi            | Castel Rigone        | definitivo |
| C        | Fabio Varricchio        | Pistoiese            | definitivo |
| C        | Andrea Rascaroli        | Atalanta             | definitivo |
| C        | Filippo Cipriani        | Grosseto             | definitivo |
| C        | Roberto Silvestri       | Empoli               | definitivo |
| C        | Riccardo Riva           | Chiasso              | definitivo |
| C        | Yacouba Kadher Diomande | Empoli               | definitivo |
| A        | Giovanni Mucci          |                      | svincolato |
| A        | Niccolò Galasso         | Pistoiese            | definitivo |
| A        | Lorenzo Crocetti        | San Marino           | definitivo |
| A        | Stefano Santoni         | Bra                  | definitivo |
| A        | Simone Minicleri        | Biancoscudati Padova | definitivo |
| A        | Angelo Scalzone         | Ischia Isolaverde    | definitivo |
| A        | Nicola Russo            | Parma                | definitivo |
| A        | Mario Titone            | Matera               | definitivo |
| A        | Francesco Venuto        |                      | svincolato |
| A        | Carlo Bigoni            | Real Vicenza         | definitivo |

### Sessione invernale
| Acquisti | Acquisti          | Acquisti   | Acquisti   |
| R.       | Nome              | da         | Modalità   |
| -------- | ----------------- | ---------- | ---------- |
| D        | Daniele Portanova | svincolato | definitivo |

## Risultati

### Serie D

#### Girone di andata
| Foligno 7 settembre 2014, ore 15:00 CEST 1ª giornata | Foligno                | 0 – 0 referto | Siena | Stadio Enzo Blasone (1.160 spett.)\| Arbitro: \| Parrella (Battipaglia) \| |
| Arbitro:                                             | Parrella (Battipaglia) |               |       |                                                                            |

| Arbitro: | Marchetti (Ostia Lido) |

|                                       |           |           |
| Nocentini 30’ Crocetti 58’ Titone 83’ | Marcatori | 72’ Mitra |

| Arbitro: | De Remigis (Teramo) |

|             |           |                                                                      |
| Polidori 2’ | Marcatori | 28’, 36’ Minincleri 52’ Crocetti 57’ Titone 63’ Vianello 76’ Santoni |

| Arbitro: | Annaloro (Collegno) |

|                                |           |  |
| Collacchioni 12’ Santoni 90+3’ | Marcatori |  |

| Arbitro: | Agostini (Bologna) |

|                                 |           |  |
| Tomassini 7’ Brescia 36’ (rig.) | Marcatori |  |

| Siena 11 ottobre 2014, ore 15:00 CEST 6ª giornata | Siena            | 0 – 0 referto | Poggibonsi | Stadio Artemio Franchi (5.486 spett.)\| Arbitro: \| Sartori (Padova) \| |
| Arbitro:                                          | Sartori (Padova) |               |            |                                                                         |

| Arbitro: | Mansi (Nocera Inferiore) |

|               |           |            |
| Tomassini 78’ | Marcatori | 87’ Titone |

| Siena 26 ottobre 2014, ore 14:30 CEST 8ª giornata | Siena            | 0 – 0 referto | Ponsacco | Stadio Artemio Franchi\| Arbitro: \| Gualtieri (Asti) \| |
| Arbitro:                                          | Gualtieri (Asti) |               |          |                                                          |

| Arbitro: | Garoffolo (Vibo Valentia) |

|                                            |           |             |
| Crocetti 45+2’ Titone 63’ Minincleri 90+3’ | Marcatori | 44’ Bagnato |

| Arbitro: | De Santis (Lecce) |

|            |           |                             |
| Fedi 90+5’ | Marcatori | 31’ Crocetti 31’ Minincleri |

| Arbitro: | Donda (Cormons) |

|                                       |           |          |
| Minincleri 3’ Titone 25’ N. Russo 78’ | Marcatori | 33’ Paci |

| Arbitro: | Paterna (Teramo) |

|                   |           |                         |
| A. Ceccagnoli 88’ | Marcatori | 63’ N. Russo 77’ Casson |

| Arbitro: | Santoro (Messina) |

|                             |           |  |
| Minincleri 56’ N. Russo 82’ | Marcatori |  |

| Arbitro: | Camplone (Pescara) |

|                   |           |                                      |
| Comini 40’ (rig.) | Marcatori | 41’ N. Russo 87’ Cason 90+4’ Varutti |

| Arbitro: | Provesi (Treviglio) |

|                                |           |                         |
| Titone 22’, 50’ Minincleri 32’ | Marcatori | 35’ Gorini 60’ Essoussi |

| Arbitro: | Gosetto (Schio) |

|                           |           |                         |
| Rubechini 23’ Zizzari 34’ | Marcatori | 55’ N. Russo 81’ Mileto |

| Arbitro: | Volpi (Arezzo) |

|  |           |               |
|  | Marcatori | 12’ Lorenzini |

#### Girone di ritorno
| Arbitro: | Pasciuta (Agrigento) |

|                                    |           |  |
| Crocetti 41’ Minincleri 61’ (rig.) | Marcatori |  |

| Arbitro: | Scatigna (Taranto) |

|                                  |           |                             |
| Romanelli 3’, 62’ Invernizzi 82’ | Marcatori | 34’ Minincleri 41’ Crocetti |

| Arbitro: | Guida (Salerno) |

|                   |           |  |
| Titone 34’, 90+3’ | Marcatori |  |

| Arbitro: | De Remigis (Teramo) |

|                |           |          |
| Palavisini 28’ | Marcatori | 14’ Zane |

| Arbitro: | Jouness (Torino) |

|                        |           |               |
| Crocetti 30’ Cason 71’ | Marcatori | 51’ Tomassini |

| Poggibonsi 22 febbraio 2015 23ª giornata | Poggibonsi      | 0 – 0 | Siena | Stadio Stefano Lotti (2513 spett.)\| Arbitro: \| Detta (Mantova) \| |
| Arbitro:                                 | Detta (Mantova) |       |       |                                                                     |

| Arbitro: | Meleleo (Casarano) |

|                       |           |  |
| Minincleri 77’ (rig.) | Marcatori |  |

| Arbitro: | Raciti (Acireale) |

|                                  |           |  |
| Granito 11’ Brega 30’ Doveri 84’ | Marcatori |  |

| Arbitro: | D. Pedretti (Brescia) |

|          |           |           |
| Bura 64’ | Marcatori | 32’ Cason |

| Arbitro: | Sozza (Seregno) |

|              |           |  |
| Crocetti 46’ | Marcatori |  |

| Arbitro: | Camplone (Pescara) |

|          |           |                                        |
| Mitra 3’ | Marcatori | 20’ Cason 63’, 93’ Titone 77’ Diomande |

| Arbitro: | Agostini (Bologna) |

|                |           |  |
| Minincleri 52’ | Marcatori |  |

| Arbitro: | Annaloro (Collegno) |

|  |           |                                          |
|  | Marcatori | 19’, 91’ Crocetti 73’, 76’, 93’ N. Russo |

| Arbitro: | Ayroldi (Molfetta) |

|                     |           |               |
| Zane 59’ Titone 85’ | Marcatori | 52’ Giuliacci |

| Arbitro: | Marchetti (Ostia Lido) |

|  |           |                       |
|  | Marcatori | 72’ (rig.) Minincleri |

| Arbitro: | Marini (Trieste) |

|                                                  |           |                                  |
| Portanova 7’ Rascaroli 27’ Minincleri 90’ (rig.) | Marcatori | 11’ Rubechini 54’, 62’ Tarantino |

| Arbitro: | Guida (Salerno) |

|  |           |                  |
|  | Marcatori | 8’, 21’ Crocetti |

### Poule scudetto
| Arbitro: | Patric Leonarduzzi (Merano) |

|            |           |  |
| Titone 51’ | Marcatori |  |

| Macerata 24 maggio 2015, ore 16:00 Secondo turno del triangolare 2 | Maceratese     | 0 – 0 | Siena | Stadio Helvia Recina (2000 spett.)\| Arbitro: \| Miele (Torino) \| |
| Arbitro:                                                           | Miele (Torino) |       |       |                                                                    |

| Arbitro: | Annaloro (Collegno) |

|                         |           |                  |
| Crocetti 26’ Titone 87’ | Marcatori | 90+3’ Cazzamalli |

| Arbitro: | Detta (Mantova) |

|                                           |                      |                                     |
| Portanova 4’, 14’                         | Marcatori            | 80’ (rig.) Meloni 90+1’ Perrone     |
| Riva N. Russo Titone Nocentini Giovanelli | Tiri di rigore 5 – 3 | Catania Bonaffini Meloni Savanarola |

### Coppa Italia Serie D
| Arbitro: | Guarnieri (Empoli) |

|                                            |           |  |
| Minincleri 32’ Crocetti 38’ 53’ Titone 76’ | Marcatori |  |

| Arbitro: | Meraviglia (Pistoia) |

|                                              |           |                                   |
| Rascaroli 16’ Nocentini 38’ Collacchioni 65’ | Marcatori | 24’ Rubechini 48’ (rig.) Zuppardo |

| Arbitro: | Di Giovanni (Brescia) |

|                                     |                      |                                           |
| Titone 70’ (rig.)                   | Marcatori            | 27’ Sorbini                               |
| Crocetti Rascaroli Titone Nocentini | Tiri di rigore 5 – 4 | Gorini Giorni Essoussi Angelucci Arcaleni |

| Arbitro: | Chindemi (Viterbo) |

|                            |           |             |
| Mandorini 2’ Ambrosini 45’ | Marcatori | 6’ Crocetti |

## Giovanili

### Organigramma societario
Area direttiva
- Responsabile tecnico e coordinatore settore giovanile: Ruggero Radice
- Dirigenti: Massimo Tiezzi, Antonio Marzi

Area tecnica
- Preparatore atletico: Roberto Maffei
- Allenatore portieri: Paolo Bechini
- Magazziniere e autista: Enzo Cerretani
- Allenatore Juniores Nazionali: Giulio Pelati
- Allenatore Allievi Provinciali A: Stefano Argilli
- Allenatore Allievi Provinciali B: Ruggero Radice
- Collaboratore tecnico Allievi Provinciali A e B: Roberto Pierangioli

Area sanitaria
- Responsabile sanitario settore giovanile: Massimo Fineschi
- Fisioterapista: Bruno Tanganelli

Altri
- Magazziniere e autista: Enzo Cerretani